# Tour de Turquía 2019
La 55.ª edición del Tour de Turquía (nombre oficial: Presidential Cycling Tour of Turkey) fue una carrera de ciclismo en ruta por etapas que se celebró entre el 16 y el 21 de abril de 2019 con inicio y final en la ciudad de Estambul en Turquía. El recorrido constó de un total de 6 etapas sobre una distancia total de 993,4 km.
La carrera fue parte del circuito UCI WorldTour 2019 dentro de la categoría 2.UWT. El vencedor final fue el austriaco Felix Großschartner del Bora-Hansgrohe seguido del italiano Valerio Conti del UAE Emirates y el eritreo Merhawi Kudus del Astana.

## Equipos participantes
Tomaron la partida un total de 17 equipos, de los cuales 6 son de categoría UCI WorldTeam, 10 Profesional Continental y 1 selección nacional, quienes conformaron un pelotón de 119 ciclistas de los cuales terminaron 110. Los equipos participantes son:
| WorldTeams (6)- Astana - Bora-hansgrohe - Lotto Soudal - Deceuninck-Quick Step - Dimension Data - UAE Team Emirates Equipos continentales profesionales (10)- Burgos-BH - Caja Rural-Seguros RGA - Delko-Marseille Provence - Euskadi Basque Country-Murias - Manzana Postobón - Neri Sottoli-Selle Italia-KTM - Nippo Vini Fantini Faizanè - Rally UHC Cycling - Sport Vlaanderen-Baloise - W52-FC Porto Equipo nacional- Turquía |
| |

## Recorrido
El Tour de Turquía dispuso de cinco seis para un recorrido total de 993,4 kilómetros, dividido en dos etapas llanas, dos etapas de media montaña, y una etapa de montaña.
| Etapa     | Fecha     | Recorrido            | type                   | Distancia (km) | Ganador             | Líder               |
| --------- | --------- | -------------------- | ---------------------- | -------------- | ------------------- | ------------------- |
| 1.ª etapa | 16 de abr | Estambul – Tekirdağ  | etapa escarpada        | 156,7          | Sam Bennett         | Sam Bennett         |
| 2.ª etapa | 17 de abr | Tekirdağ – Eceabat   | etapa escarpada        | 183,3          | Sam Bennett         | Sam Bennett         |
| 3.ª etapa | 18 de abr | Çanakkale – Edremit  | etapa escarpada        | 122,6          | Fabio Jakobsen      | Sam Bennett         |
| 4.ª etapa | 19 de abr | Balıkesir – Bursa    | etapa escarpada        | 194,3          | Caleb Ewan          | Sam Bennett         |
| 5.ª etapa | 20 de abr | Bursa – Kartepe      | etapa de media montaña | 164,1          | Felix Großschartner | Felix Großschartner |
| 6.ª etapa | 21 de abr | Adapazarı – Estambul | etapa escarpada        | 172,4          | Caleb Ewan          | Felix Großschartner |

## Desarrollo de la carrera

### 1.ª etapa
| Estambul - Tekirdağ | etapa escarpada | (156,7 km) |

| \| Clasificación de la etapa \| Clasificación de la etapa \| Clasificación de la etapa \| Clasificación de la etapa \| Clasificación de la etapa \| \| Ciclista \| Ciclista \| Equipo \| Tiempo \| \| \| ------------------------- \| ------------------------- \| ----------------------------- \| ------------------------- \| ------------------------- \| \| 1.º \| Sam Bennett \| Bora-Hansgrohe \| 3 h 32 min 34 s \| \| \| 2.º \| Fabio Jakobsen \| Deceuninck-Quick Step \| + 0 s \| \| \| 3.º \| Caleb Ewan \| Lotto-Soudal \| + 0 s \| \| \| 4.º \| Eduard-Michael Grosu \| Delko Marseille Provence \| + 0 s \| \| \| 5.º \| Simone Consonni \| UAE Team Emirates \| + 0 s \| \| \| 6.º \| Luca Pacioni \| Neri Sottoli-Selle Italia-KTM \| + 0 s \| \| \| 7.º \| Imerio Cima \| Nippo-Vini Fantini-Faizanè \| + 0 s \| \| \| 8.º \| Christophe Noppe \| Sport Vlaanderen-Baloise \| + 0 s \| \| \| 9.º \| Giovanni Lonardi \| Nippo-Vini Fantini-Faizanè \| + 0 s \| \| \| 10.º \| Álvaro Hodeg \| Deceuninck-Quick Step \| + 0 s \| \| |                      |                               |                 |
| |                      |                               |                 |
| Fuente: ProCyclingStats |                      |                               |                 |
| Clasificación de la etapa |                      |                               |                 |
| Ciclista | Ciclista             | Equipo                        | Tiempo          |
| 1.º | Sam Bennett          | Bora-Hansgrohe                | 3 h 32 min 34 s |
| 2.º | Fabio Jakobsen       | Deceuninck-Quick Step         | + 0 s           |
| 3.º | Caleb Ewan           | Lotto-Soudal                  | + 0 s           |
| 4.º | Eduard-Michael Grosu | Delko Marseille Provence      | + 0 s           |
| 5.º | Simone Consonni      | UAE Team Emirates             | + 0 s           |
| 6.º | Luca Pacioni         | Neri Sottoli-Selle Italia-KTM | + 0 s           |
| 7.º | Imerio Cima          | Nippo-Vini Fantini-Faizanè    | + 0 s           |
| 8.º | Christophe Noppe     | Sport Vlaanderen-Baloise      | + 0 s           |
| 9.º | Giovanni Lonardi     | Nippo-Vini Fantini-Faizanè    | + 0 s           |
| 10.º | Álvaro Hodeg         | Deceuninck-Quick Step         | + 0 s           |

| \| Clasificación general \| Clasificación general \| Clasificación general \| Clasificación general \| Clasificación general \| \| Ciclista \| Ciclista \| Equipo \| Tiempo \| \| \| --------------------- \| --------------------- \| ----------------------------- \| --------------------- \| --------------------- \| \| 1.º \| Sam Bennett \| Bora-Hansgrohe \| 3 h 32 min 24 s \| \| \| 2.º \| Fabio Jakobsen \| Deceuninck-Quick Step \| + 4 s \| \| \| 3.º \| Caleb Ewan \| Lotto-Soudal \| + 6 s \| \| \| 4.º \| Lorenzo Fortunato \| Neri Sottoli-Selle Italia-KTM \| + 7 s \| \| \| 5.º \| Álvaro Robredo \| Burgos-BH \| + 8 s \| \| \| 6.º \| Lindsay De Vylder \| Sport Vlaanderen-Baloise \| + 9 s \| \| \| 7.º \| Eduard-Michael Grosu \| Delko Marseille Provence \| + 10 s \| \| \| 8.º \| Simone Consonni \| UAE Team Emirates \| + 10 s \| \| \| 9.º \| Luca Pacioni \| Neri Sottoli-Selle Italia-KTM \| + 10 s \| \| \| 10.º \| Imerio Cima \| Nippo-Vini Fantini-Faizanè \| + 10 s \| \| |                      |                               |                 |
| |                      |                               |                 |
| Fuente: ProCyclingStats |                      |                               |                 |
| Clasificación general |                      |                               |                 |
| Ciclista | Ciclista             | Equipo                        | Tiempo          |
| 1.º | Sam Bennett          | Bora-Hansgrohe                | 3 h 32 min 24 s |
| 2.º | Fabio Jakobsen       | Deceuninck-Quick Step         | + 4 s           |
| 3.º | Caleb Ewan           | Lotto-Soudal                  | + 6 s           |
| 4.º | Lorenzo Fortunato    | Neri Sottoli-Selle Italia-KTM | + 7 s           |
| 5.º | Álvaro Robredo       | Burgos-BH                     | + 8 s           |
| 6.º | Lindsay De Vylder    | Sport Vlaanderen-Baloise      | + 9 s           |
| 7.º | Eduard-Michael Grosu | Delko Marseille Provence      | + 10 s          |
| 8.º | Simone Consonni      | UAE Team Emirates             | + 10 s          |
| 9.º | Luca Pacioni         | Neri Sottoli-Selle Italia-KTM | + 10 s          |
| 10.º | Imerio Cima          | Nippo-Vini Fantini-Faizanè    | + 10 s          |

### 2.ª etapa
| Tekirdağ - Eceabat | etapa escarpada | (183,3 km) |

| \| Clasificación de la etapa \| Clasificación de la etapa \| Clasificación de la etapa \| Clasificación de la etapa \| Clasificación de la etapa \| \| Ciclista \| Ciclista \| Equipo \| Tiempo \| \| \| ------------------------- \| ------------------------- \| ----------------------------- \| ------------------------- \| ------------------------- \| \| 1.º \| Sam Bennett \| Bora-Hansgrohe \| 4 h 41 min 48 s \| \| \| 2.º \| Felix Großschartner \| Bora-Hansgrohe \| + 0 s \| \| \| 3.º \| Jhonatan Restrepo \| Manzana Postobón \| + 0 s \| \| \| 4.º \| Gonzalo Serrano Rodríguez \| Caja Rural-Seguros RGA \| + 0 s \| \| \| 5.º \| Jan Polanc \| UAE Team Emirates \| + 0 s \| \| \| 6.º \| Mauro Finetto \| Delko Marseille Provence \| + 0 s \| \| \| 7.º \| Valerio Conti \| UAE Team Emirates \| + 0 s \| \| \| 8.º \| Edgar Pinto \| W52-FC Porto \| + 3 s \| \| \| 9.º \| Sebastian Schönberger \| Neri Sottoli-Selle Italia-KTM \| + 4 s \| \| \| 10.º \| Cyril Barthe \| Euskadi Basque Country-Murias \| + 4 s \| \| |                           |                               |                 |
| |                           |                               |                 |
| Fuente: ProCyclingStats |                           |                               |                 |
| Clasificación de la etapa |                           |                               |                 |
| Ciclista | Ciclista                  | Equipo                        | Tiempo          |
| 1.º | Sam Bennett               | Bora-Hansgrohe                | 4 h 41 min 48 s |
| 2.º | Felix Großschartner       | Bora-Hansgrohe                | + 0 s           |
| 3.º | Jhonatan Restrepo         | Manzana Postobón              | + 0 s           |
| 4.º | Gonzalo Serrano Rodríguez | Caja Rural-Seguros RGA        | + 0 s           |
| 5.º | Jan Polanc                | UAE Team Emirates             | + 0 s           |
| 6.º | Mauro Finetto             | Delko Marseille Provence      | + 0 s           |
| 7.º | Valerio Conti             | UAE Team Emirates             | + 0 s           |
| 8.º | Edgar Pinto               | W52-FC Porto                  | + 3 s           |
| 9.º | Sebastian Schönberger     | Neri Sottoli-Selle Italia-KTM | + 4 s           |
| 10.º | Cyril Barthe              | Euskadi Basque Country-Murias | + 4 s           |

| \| Clasificación general \| Clasificación general \| Clasificación general \| Clasificación general \| Clasificación general \| \| Ciclista \| Ciclista \| Equipo \| Tiempo \| \| \| --------------------- \| ------------------------- \| ----------------------------- \| --------------------- \| --------------------- \| \| 1.º \| Sam Bennett \| Bora-Hansgrohe \| 8 h 14 min 02 s \| \| \| 2.º \| Felix Großschartner \| Bora-Hansgrohe \| + 14 s \| \| \| 3.º \| Jhonatan Restrepo \| Manzana Postobón \| + 16 s \| \| \| 4.º \| Jan Polanc \| UAE Team Emirates \| + 20 s \| \| \| 5.º \| Valerio Conti \| UAE Team Emirates \| + 20 s \| \| \| 6.º \| Mauro Finetto \| Delko Marseille Provence \| + 20 s \| \| \| 7.º \| Gonzalo Serrano Rodríguez \| Caja Rural-Seguros RGA \| + 20 s \| \| \| 8.º \| Edgar Pinto \| W52-FC Porto \| + 23 s \| \| \| 9.º \| Christophe Noppe \| Sport Vlaanderen-Baloise \| + 24 s \| \| \| 10.º \| Cyril Barthe \| Euskadi Basque Country-Murias \| + 24 s \| \| |                           |                               |                 |
| |                           |                               |                 |
| Fuente: ProCyclingStats |                           |                               |                 |
| Clasificación general |                           |                               |                 |
| Ciclista | Ciclista                  | Equipo                        | Tiempo          |
| 1.º | Sam Bennett               | Bora-Hansgrohe                | 8 h 14 min 02 s |
| 2.º | Felix Großschartner       | Bora-Hansgrohe                | + 14 s          |
| 3.º | Jhonatan Restrepo         | Manzana Postobón              | + 16 s          |
| 4.º | Jan Polanc                | UAE Team Emirates             | + 20 s          |
| 5.º | Valerio Conti             | UAE Team Emirates             | + 20 s          |
| 6.º | Mauro Finetto             | Delko Marseille Provence      | + 20 s          |
| 7.º | Gonzalo Serrano Rodríguez | Caja Rural-Seguros RGA        | + 20 s          |
| 8.º | Edgar Pinto               | W52-FC Porto                  | + 23 s          |
| 9.º | Christophe Noppe          | Sport Vlaanderen-Baloise      | + 24 s          |
| 10.º | Cyril Barthe              | Euskadi Basque Country-Murias | + 24 s          |

### 3.ª etapa
| Çanakkale - Edremit | etapa escarpada | (122,6 km) |

| \| Clasificación de la etapa \| Clasificación de la etapa \| Clasificación de la etapa \| Clasificación de la etapa \| Clasificación de la etapa \| \| Ciclista \| Ciclista \| Equipo \| Tiempo \| \| \| ------------------------- \| ------------------------- \| ----------------------------- \| ------------------------- \| ------------------------- \| \| 1.º \| Fabio Jakobsen \| Deceuninck-Quick Step \| 2 h 50 min 12 s \| \| \| 2.º \| Sam Bennett \| Bora-Hansgrohe \| + 0 s \| \| \| 3.º \| Mark Cavendish \| Dimension Data \| + 0 s \| \| \| 4.º \| Caleb Ewan \| Lotto-Soudal \| + 0 s \| \| \| 5.º \| Christophe Noppe \| Sport Vlaanderen-Baloise \| + 0 s \| \| \| 6.º \| Matteo Malucelli \| Caja Rural-Seguros RGA \| + 0 s \| \| \| 7.º \| Matthew Gibson \| Burgos-BH \| + 0 s \| \| \| 8.º \| Luca Pacioni \| Neri Sottoli-Selle Italia-KTM \| + 0 s \| \| \| 9.º \| Jordan Parra \| Manzana Postobón \| + 0 s \| \| \| 10.º \| Yevgeniy Gidich \| Astana \| + 0 s \| \| |                  |                               |                 |
| |                  |                               |                 |
| Fuente: ProCyclingStats |                  |                               |                 |
| Clasificación de la etapa |                  |                               |                 |
| Ciclista | Ciclista         | Equipo                        | Tiempo          |
| 1.º | Fabio Jakobsen   | Deceuninck-Quick Step         | 2 h 50 min 12 s |
| 2.º | Sam Bennett      | Bora-Hansgrohe                | + 0 s           |
| 3.º | Mark Cavendish   | Dimension Data                | + 0 s           |
| 4.º | Caleb Ewan       | Lotto-Soudal                  | + 0 s           |
| 5.º | Christophe Noppe | Sport Vlaanderen-Baloise      | + 0 s           |
| 6.º | Matteo Malucelli | Caja Rural-Seguros RGA        | + 0 s           |
| 7.º | Matthew Gibson   | Burgos-BH                     | + 0 s           |
| 8.º | Luca Pacioni     | Neri Sottoli-Selle Italia-KTM | + 0 s           |
| 9.º | Jordan Parra     | Manzana Postobón              | + 0 s           |
| 10.º | Yevgeniy Gidich  | Astana                        | + 0 s           |

| \| Clasificación general \| Clasificación general \| Clasificación general \| Clasificación general \| Clasificación general \| \| Ciclista \| Ciclista \| Equipo \| Tiempo \| \| \| --------------------- \| ------------------------- \| ------------------------ \| --------------------- \| --------------------- \| \| 1.º \| Sam Bennett \| Bora-Hansgrohe \| 11 h 04 min 08 s \| \| \| 2.º \| Felix Großschartner \| Bora-Hansgrohe \| + 20 s \| \| \| 3.º \| Jhonatan Restrepo \| Manzana Postobón \| + 22 s \| \| \| 4.º \| Jan Polanc \| UAE Team Emirates \| + 26 s \| \| \| 5.º \| Gonzalo Serrano Rodríguez \| Caja Rural-Seguros RGA \| + 26 s \| \| \| 6.º \| Valerio Conti \| UAE Team Emirates \| + 26 s \| \| \| 7.º \| Mauro Finetto \| Delko Marseille Provence \| + 26 s \| \| \| 8.º \| Edgar Pinto \| W52-FC Porto \| + 29 s \| \| \| 9.º \| Christophe Noppe \| Sport Vlaanderen-Baloise \| + 30 s \| \| \| 10.º \| Merhawi Kudus \| Astana \| + 30 s \| \| |                           |                          |                  |
| |                           |                          |                  |
| Fuente: ProCyclingStats |                           |                          |                  |
| Clasificación general |                           |                          |                  |
| Ciclista | Ciclista                  | Equipo                   | Tiempo           |
| 1.º | Sam Bennett               | Bora-Hansgrohe           | 11 h 04 min 08 s |
| 2.º | Felix Großschartner       | Bora-Hansgrohe           | + 20 s           |
| 3.º | Jhonatan Restrepo         | Manzana Postobón         | + 22 s           |
| 4.º | Jan Polanc                | UAE Team Emirates        | + 26 s           |
| 5.º | Gonzalo Serrano Rodríguez | Caja Rural-Seguros RGA   | + 26 s           |
| 6.º | Valerio Conti             | UAE Team Emirates        | + 26 s           |
| 7.º | Mauro Finetto             | Delko Marseille Provence | + 26 s           |
| 8.º | Edgar Pinto               | W52-FC Porto             | + 29 s           |
| 9.º | Christophe Noppe          | Sport Vlaanderen-Baloise | + 30 s           |
| 10.º | Merhawi Kudus             | Astana                   | + 30 s           |

### 4.ª etapa
| Balıkesir - Bursa | etapa escarpada | (194,3 km) |

| \| Clasificación de la etapa \| Clasificación de la etapa \| Clasificación de la etapa \| Clasificación de la etapa \| Clasificación de la etapa \| \| Ciclista \| Ciclista \| Equipo \| Tiempo \| \| \| ------------------------- \| ------------------------- \| ----------------------------- \| ------------------------- \| ------------------------- \| \| 1.º \| Caleb Ewan \| Lotto-Soudal \| 5 h 21 min 38 s \| \| \| 2.º \| Juanjo Lobato \| Nippo-Vini Fantini-Faizanè \| + 0 s \| \| \| 3.º \| Sam Bennett \| Bora-Hansgrohe \| + 0 s \| \| \| 4.º \| Simone Consonni \| UAE Team Emirates \| + 0 s \| \| \| 5.º \| Fabio Jakobsen \| Deceuninck-Quick Step \| + 0 s \| \| \| 6.º \| Juan Sebastián Molano \| UAE Team Emirates \| + 0 s \| \| \| 7.º \| Jon Aberasturi \| Caja Rural-Seguros RGA \| + 0 s \| \| \| 8.º \| Enrique Sanz \| Euskadi Basque Country-Murias \| + 0 s \| \| \| 9.º \| Giovanni Lonardi \| Nippo-Vini Fantini-Faizanè \| + 0 s \| \| \| 10.º \| Gonzalo Serrano Rodríguez \| Caja Rural-Seguros RGA \| + 0 s \| \| |                           |                               |                 |
| |                           |                               |                 |
| Fuente: ProCyclingStats |                           |                               |                 |
| Clasificación de la etapa |                           |                               |                 |
| Ciclista | Ciclista                  | Equipo                        | Tiempo          |
| 1.º | Caleb Ewan                | Lotto-Soudal                  | 5 h 21 min 38 s |
| 2.º | Juanjo Lobato             | Nippo-Vini Fantini-Faizanè    | + 0 s           |
| 3.º | Sam Bennett               | Bora-Hansgrohe                | + 0 s           |
| 4.º | Simone Consonni           | UAE Team Emirates             | + 0 s           |
| 5.º | Fabio Jakobsen            | Deceuninck-Quick Step         | + 0 s           |
| 6.º | Juan Sebastián Molano     | UAE Team Emirates             | + 0 s           |
| 7.º | Jon Aberasturi            | Caja Rural-Seguros RGA        | + 0 s           |
| 8.º | Enrique Sanz              | Euskadi Basque Country-Murias | + 0 s           |
| 9.º | Giovanni Lonardi          | Nippo-Vini Fantini-Faizanè    | + 0 s           |
| 10.º | Gonzalo Serrano Rodríguez | Caja Rural-Seguros RGA        | + 0 s           |

| \| Clasificación general \| Clasificación general \| Clasificación general \| Clasificación general \| Clasificación general \| \| Ciclista \| Ciclista \| Equipo \| Tiempo \| \| \| --------------------- \| ------------------------- \| ----------------------------- \| --------------------- \| --------------------- \| \| 1.º \| Sam Bennett \| Bora-Hansgrohe \| 16 h 25 min 42 s \| \| \| 2.º \| Felix Großschartner \| Bora-Hansgrohe \| + 24 s \| \| \| 3.º \| Jhonatan Restrepo \| Manzana Postobón \| + 26 s \| \| \| 4.º \| Jan Polanc \| UAE Team Emirates \| + 30 s \| \| \| 5.º \| Gonzalo Serrano Rodríguez \| Caja Rural-Seguros RGA \| + 30 s \| \| \| 6.º \| Valerio Conti \| UAE Team Emirates \| + 30 s \| \| \| 7.º \| Mauro Finetto \| Delko Marseille Provence \| + 30 s \| \| \| 8.º \| Edgar Pinto \| W52-FC Porto \| + 33 s \| \| \| 9.º \| Christophe Noppe \| Sport Vlaanderen-Baloise \| + 34 s \| \| \| 10.º \| Sebastian Schönberger \| Neri Sottoli-Selle Italia-KTM \| + 34 s \| \| |                           |                               |                  |
| |                           |                               |                  |
| Fuente: ProCyclingStats |                           |                               |                  |
| Clasificación general |                           |                               |                  |
| Ciclista | Ciclista                  | Equipo                        | Tiempo           |
| 1.º | Sam Bennett               | Bora-Hansgrohe                | 16 h 25 min 42 s |
| 2.º | Felix Großschartner       | Bora-Hansgrohe                | + 24 s           |
| 3.º | Jhonatan Restrepo         | Manzana Postobón              | + 26 s           |
| 4.º | Jan Polanc                | UAE Team Emirates             | + 30 s           |
| 5.º | Gonzalo Serrano Rodríguez | Caja Rural-Seguros RGA        | + 30 s           |
| 6.º | Valerio Conti             | UAE Team Emirates             | + 30 s           |
| 7.º | Mauro Finetto             | Delko Marseille Provence      | + 30 s           |
| 8.º | Edgar Pinto               | W52-FC Porto                  | + 33 s           |
| 9.º | Christophe Noppe          | Sport Vlaanderen-Baloise      | + 34 s           |
| 10.º | Sebastian Schönberger     | Neri Sottoli-Selle Italia-KTM | + 34 s           |

### 5.ª etapa
| Bursa - Kartepe | etapa de media montaña | (164,1 km) |

| \| Clasificación de la etapa \| Clasificación de la etapa \| Clasificación de la etapa \| Clasificación de la etapa \| Clasificación de la etapa \| \| Ciclista \| Ciclista \| Equipo \| Tiempo \| \| \| ------------------------- \| ------------------------- \| ----------------------------- \| ------------------------- \| ------------------------- \| \| 1.º \| Felix Großschartner \| Bora-Hansgrohe \| 4 h 17 min 13 s \| \| \| 2.º \| Valerio Conti \| UAE Team Emirates \| + 9 s \| \| \| 3.º \| Merhawi Kudus \| Astana \| + 9 s \| \| \| 4.º \| Remco Evenepoel \| Deceuninck-Quick Step \| + 16 s \| \| \| 5.º \| Edgar Pinto \| W52-FC Porto \| + 40 s \| \| \| 6.º \| Jan Polanc \| UAE Team Emirates \| + 51 s \| \| \| 7.º \| Kyle Murphy \| Rally UHC Cycling \| + 58 s \| \| \| 8.º \| Mauro Finetto \| Delko Marseille Provence \| + 1 min 03 s \| \| \| 9.º \| Etienne van Empel \| Neri Sottoli-Selle Italia-KTM \| + 1 min 08 s \| \| \| 10.º \| Rob Britton \| Rally UHC Cycling \| + 1 min 08 s \| \| |                     |                               |                 |
| |                     |                               |                 |
| Fuente: ProCyclingStats |                     |                               |                 |
| Clasificación de la etapa |                     |                               |                 |
| Ciclista | Ciclista            | Equipo                        | Tiempo          |
| 1.º | Felix Großschartner | Bora-Hansgrohe                | 4 h 17 min 13 s |
| 2.º | Valerio Conti       | UAE Team Emirates             | + 9 s           |
| 3.º | Merhawi Kudus       | Astana                        | + 9 s           |
| 4.º | Remco Evenepoel     | Deceuninck-Quick Step         | + 16 s          |
| 5.º | Edgar Pinto         | W52-FC Porto                  | + 40 s          |
| 6.º | Jan Polanc          | UAE Team Emirates             | + 51 s          |
| 7.º | Kyle Murphy         | Rally UHC Cycling             | + 58 s          |
| 8.º | Mauro Finetto       | Delko Marseille Provence      | + 1 min 03 s    |
| 9.º | Etienne van Empel   | Neri Sottoli-Selle Italia-KTM | + 1 min 08 s    |
| 10.º | Rob Britton         | Rally UHC Cycling             | + 1 min 08 s    |

| \| Clasificación general \| Clasificación general \| Clasificación general \| Clasificación general \| Clasificación general \| \| Ciclista \| Ciclista \| Equipo \| Tiempo \| \| \| --------------------- \| ------------------------- \| ------------------------ \| --------------------- \| --------------------- \| \| 1.º \| Felix Großschartner \| Bora-Hansgrohe \| 20 h 43 min 09 s \| \| \| 2.º \| Valerio Conti \| UAE Team Emirates \| + 19 s \| \| \| 3.º \| Merhawi Kudus \| Astana \| + 25 s \| \| \| 4.º \| Remco Evenepoel \| Deceuninck-Quick Step \| + 41 s \| \| \| 5.º \| Edgar Pinto \| W52-FC Porto \| + 59 s \| \| \| 6.º \| Jan Polanc \| UAE Team Emirates \| + 1 min 07 s \| \| \| 7.º \| Mauro Finetto \| Delko Marseille Provence \| + 1 min 19 s \| \| \| 8.º \| Jhonatan Restrepo \| Manzana Postobón \| + 1 min 26 s \| \| \| 9.º \| Gonzalo Serrano Rodríguez \| Caja Rural-Seguros RGA \| + 1 min 29 s \| \| \| 10.º \| Kyle Murphy \| Rally UHC Cycling \| + 1 min 30 s \| \| |                           |                          |                  |
| |                           |                          |                  |
| Fuente: ProCyclingStats |                           |                          |                  |
| Clasificación general |                           |                          |                  |
| Ciclista | Ciclista                  | Equipo                   | Tiempo           |
| 1.º | Felix Großschartner       | Bora-Hansgrohe           | 20 h 43 min 09 s |
| 2.º | Valerio Conti             | UAE Team Emirates        | + 19 s           |
| 3.º | Merhawi Kudus             | Astana                   | + 25 s           |
| 4.º | Remco Evenepoel           | Deceuninck-Quick Step    | + 41 s           |
| 5.º | Edgar Pinto               | W52-FC Porto             | + 59 s           |
| 6.º | Jan Polanc                | UAE Team Emirates        | + 1 min 07 s     |
| 7.º | Mauro Finetto             | Delko Marseille Provence | + 1 min 19 s     |
| 8.º | Jhonatan Restrepo         | Manzana Postobón         | + 1 min 26 s     |
| 9.º | Gonzalo Serrano Rodríguez | Caja Rural-Seguros RGA   | + 1 min 29 s     |
| 10.º | Kyle Murphy               | Rally UHC Cycling        | + 1 min 30 s     |

### 6.ª etapa
| Adapazarı - Estambul | etapa escarpada | (172,4 km) |

| \| Clasificación de la etapa \| Clasificación de la etapa \| Clasificación de la etapa \| Clasificación de la etapa \| Clasificación de la etapa \| \| Ciclista \| Ciclista \| Equipo \| Tiempo \| \| \| ------------------------- \| ------------------------- \| ----------------------------- \| ------------------------- \| ------------------------- \| \| 1.º \| Caleb Ewan \| Lotto-Soudal \| 4 h 10 min 41 s \| \| \| 2.º \| Fabio Jakobsen \| Deceuninck-Quick Step \| + 0 s \| \| \| 3.º \| Sam Bennett \| Bora-Hansgrohe \| + 4 s \| \| \| 4.º \| Simone Consonni \| UAE Team Emirates \| + 4 s \| \| \| 5.º \| Jon Aberasturi \| Caja Rural-Seguros RGA \| + 8 s \| \| \| 6.º \| Enrique Sanz \| Euskadi Basque Country-Murias \| + 8 s \| \| \| 7.º \| Christophe Noppe \| Sport Vlaanderen-Baloise \| + 8 s \| \| \| 8.º \| Felix Großschartner \| Bora-Hansgrohe \| + 8 s \| \| \| 9.º \| Imerio Cima \| Nippo-Vini Fantini-Faizanè \| + 8 s \| \| \| 10.º \| Eduard-Michael Grosu \| Delko Marseille Provence \| + 8 s \| \| |                      |                               |                 |
| |                      |                               |                 |
| Fuente: ProCyclingStats |                      |                               |                 |
| Clasificación de la etapa |                      |                               |                 |
| Ciclista | Ciclista             | Equipo                        | Tiempo          |
| 1.º | Caleb Ewan           | Lotto-Soudal                  | 4 h 10 min 41 s |
| 2.º | Fabio Jakobsen       | Deceuninck-Quick Step         | + 0 s           |
| 3.º | Sam Bennett          | Bora-Hansgrohe                | + 4 s           |
| 4.º | Simone Consonni      | UAE Team Emirates             | + 4 s           |
| 5.º | Jon Aberasturi       | Caja Rural-Seguros RGA        | + 8 s           |
| 6.º | Enrique Sanz         | Euskadi Basque Country-Murias | + 8 s           |
| 7.º | Christophe Noppe     | Sport Vlaanderen-Baloise      | + 8 s           |
| 8.º | Felix Großschartner  | Bora-Hansgrohe                | + 8 s           |
| 9.º | Imerio Cima          | Nippo-Vini Fantini-Faizanè    | + 8 s           |
| 10.º | Eduard-Michael Grosu | Delko Marseille Provence      | + 8 s           |

## Clasificaciones finales
Las clasificaciones finalizaron de la siguiente forma:

### Clasificación general
| \| Clasificación general \| Clasificación general \| Clasificación general \| Clasificación general \| Clasificación general \| \| Ciclista \| Ciclista \| Equipo \| Tiempo \| \| \| --------------------- \| ------------------------- \| ------------------------ \| --------------------- \| --------------------- \| \| 1.º \| Felix Großschartner \| Bora-Hansgrohe \| 24 h 53 min 58 s \| \| \| 2.º \| Valerio Conti \| UAE Team Emirates \| + 19 s \| \| \| 3.º \| Merhawi Kudus \| Astana \| + 25 s \| \| \| 4.º \| Remco Evenepoel \| Deceuninck-Quick Step \| + 53 s \| \| \| 5.º \| Edgar Pinto \| W52-FC Porto \| + 59 s \| \| \| 6.º \| Jan Polanc \| UAE Team Emirates \| + 1 min 12 s \| \| \| 7.º \| Jhonatan Restrepo \| Manzana Postobón \| + 1 min 26 s \| \| \| 8.º \| Gonzalo Serrano Rodríguez \| Caja Rural-Seguros RGA \| + 1 min 29 s \| \| \| 9.º \| Mauro Finetto \| Delko Marseille Provence \| + 1 min 31 s \| \| \| 10.º \| Kyle Murphy \| Rally UHC Cycling \| + 1 min 42 s \| \| |                           |                          |                  |
| |                           |                          |                  |
| Fuente: ProCyclingStats |                           |                          |                  |
| Clasificación general |                           |                          |                  |
| Ciclista | Ciclista                  | Equipo                   | Tiempo           |
| 1.º | Felix Großschartner       | Bora-Hansgrohe           | 24 h 53 min 58 s |
| 2.º | Valerio Conti             | UAE Team Emirates        | + 19 s           |
| 3.º | Merhawi Kudus             | Astana                   | + 25 s           |
| 4.º | Remco Evenepoel           | Deceuninck-Quick Step    | + 53 s           |
| 5.º | Edgar Pinto               | W52-FC Porto             | + 59 s           |
| 6.º | Jan Polanc                | UAE Team Emirates        | + 1 min 12 s     |
| 7.º | Jhonatan Restrepo         | Manzana Postobón         | + 1 min 26 s     |
| 8.º | Gonzalo Serrano Rodríguez | Caja Rural-Seguros RGA   | + 1 min 29 s     |
| 9.º | Mauro Finetto             | Delko Marseille Provence | + 1 min 31 s     |
| 10.º | Kyle Murphy               | Rally UHC Cycling        | + 1 min 42 s     |

### Clasificación por puntos
| Clasificación por puntos | Clasificación por puntos  | Clasificación por puntos      | Clasificación por puntos | Clasificación por puntos |
| Ciclista                 | Ciclista                  | Equipo                        | Puntos                   |                          |
| ------------------------ | ------------------------- | ----------------------------- | ------------------------ | ------------------------ |
| 1.º                      | Sam Bennett               | Bora-Hansgrohe                | 70 pts                   |                          |
| 2.º                      | Caleb Ewan                | Lotto-Soudal                  | 55 pts                   |                          |
| 3.º                      | Fabio Jakobsen            | Deceuninck-Quick Step         | 54 pts                   |                          |
| 4.º                      | Felix Großschartner       | Bora-Hansgrohe                | 40 pts                   |                          |
| 5.º                      | Simone Consonni           | UAE Team Emirates             | 40 pts                   |                          |
| 6.º                      | Christophe Noppe          | Sport Vlaanderen-Baloise      | 32 pts                   |                          |
| 7.º                      | Valerio Conti             | UAE Team Emirates             | 27 pts                   |                          |
| 8.º                      | Gonzalo Serrano Rodríguez | Caja Rural-Seguros RGA        | 24 pts                   |                          |
| 9.º                      | Jan Polanc                | UAE Team Emirates             | 22 pts                   |                          |
| 10.º                     | Enrique Sanz              | Euskadi Basque Country-Murias | 22 pts                   |                          |

### Clasificación de la montaña
| Clasificación de la montaña | Clasificación de la montaña | Clasificación de la montaña   | Clasificación de la montaña | Clasificación de la montaña |
| Ciclista                    | Ciclista                    | Equipo                        | Puntos                      |                             |
| --------------------------- | --------------------------- | ----------------------------- | --------------------------- | --------------------------- |
| 1.º                         | Thimo Willems               | Sport Vlaanderen-Baloise      | 16 pts                      |                             |
| 2.º                         | Felix Großschartner         | Bora-Hansgrohe                | 15 pts                      |                             |
| 3.º                         | Valerio Conti               | UAE Team Emirates             | 13 pts                      |                             |
| 4.º                         | Merhawi Kudus               | Astana                        | 8 pts                       |                             |
| 5.º                         | Lindsay De Vylder           | Sport Vlaanderen-Baloise      | 5 pts                       |                             |
| 6.º                         | Remco Evenepoel             | Deceuninck-Quick Step         | 5 pts                       |                             |
| 7.º                         | Lucas De Rossi              | Delko Marseille Provence      | 5 pts                       |                             |
| 8.º                         | Mauricio Moreira            | Caja Rural-Seguros RGA        | 4 pts                       |                             |
| 9.º                         | Umberto Marengo             | Neri Sottoli-Selle Italia-KTM | 3 pts                       |                             |
| 10.º                        | Ramūnas Navardauskas        | Delko Marseille Provence      | 3 pts                       |                             |

### Clasificación de las metas volantes (sprints por las "Bellezas de Turquía")
| Clasificación de las metas volantes | Clasificación de las metas volantes | Clasificación de las metas volantes | Clasificación de las metas volantes | Clasificación de las metas volantes |
| Ciclista                            | Ciclista                            | Equipo                              | Puntos                              |                                     |
| ----------------------------------- | ----------------------------------- | ----------------------------------- | ----------------------------------- | ----------------------------------- |
| 1.º                                 | Feritcan Şamlı                      | Turquía                             | 14 pts                              |                                     |
| 2.º                                 | Lindsay De Vylder                   | Sport Vlaanderen-Baloise            | 7 pts                               |                                     |
| 3.º                                 | Ahmet Örken                         | Turquía                             | 5 pts                               |                                     |
| 4.º                                 | Michael Schwarzmann                 | Bora-Hansgrohe                      | 5 pts                               |                                     |
| 5.º                                 | Roger Kluge                         | Lotto-Soudal                        | 5 pts                               |                                     |
| 6.º                                 | Thimo Willems                       | Sport Vlaanderen-Baloise            | 5 pts                               |                                     |
| 7.º                                 | Hayato Yoshida                      | Nippo-Vini Fantini-Faizanè          | 3 pts                               |                                     |
| 8.º                                 | Lucas De Rossi                      | Delko Marseille Provence            | 3 pts                               |                                     |
| 9.º                                 | Robbe Ghys                          | Sport Vlaanderen-Baloise            | 3 pts                               |                                     |
| 10.º                                | Emerson Oronte                      | Rally UHC Cycling                   | 2 pts                               |                                     |

### Clasificación por equipos
| Clasificación por equipos | Clasificación por equipos     | Clasificación por equipos | Clasificación por equipos |
| Equipo                    | Equipo                        | Tiempo                    |                           |
| ------------------------- | ----------------------------- | ------------------------- | ------------------------- |
| 1.º                       | Manzana Postobón              | 74 h 47 min 35 s          |                           |
| 2.º                       | Delko-Marseille Provence      | + 1 min 21 s              |                           |
| 3.º                       | Astana                        | + 1 min 25 s              |                           |
| 4.º                       | Neri Sottoli-Selle Italia-KTM | + 2 min 07 s              |                           |
| 5.º                       | W52-FC Porto                  | + 2 min 54 s              |                           |
| 6.º                       | Rally UHC Cycling             | + 5 min 52 s              |                           |
| 7.º                       | Dimension Data                | + 7 min 27 s              |                           |
| 8.º                       | Bora-hansgrohe                | + 8 min 30 s              |                           |
| 9.º                       | Deceuninck-Quick Step         | + 8 min 35 s              |                           |
| 10.º                      | Nippo Vini Fantini Faizanè    | + 10 min 49 s             |                           |

## Evolución de las clasificaciones
| Etapa                   | Vencedor                | Clasificación general | Clasificación por puntos | Clasificación de la montaña | Clasificación de los sprints "Bellezas de Turquía" | Clasificación por equipos |
| ----------------------- | ----------------------- | --------------------- | ------------------------ | --------------------------- | -------------------------------------------------- | ------------------------- |
| 1.ª                     | Sam Bennett             | Sam Bennett           | Sam Bennett              | Lindsay De Vylder           | Feritcan Şamlı                                     | Caja Rural-Seguros RGA    |
| 2.ª                     | Sam Bennett             | Sam Bennett           | Sam Bennett              | Thimo Willems               | Feritcan Şamlı                                     | Bora-Hansgrohe            |
| 3.ª                     | Fabio Jakobsen          | Sam Bennett           | Sam Bennett              | Thimo Willems               | Feritcan Şamlı                                     | Bora-Hansgrohe            |
| 4.ª                     | Caleb Ewan              | Sam Bennett           | Sam Bennett              | Thimo Willems               | Feritcan Şamlı                                     | Bora-Hansgrohe            |
| 5.ª                     | Felix Großschartner     | Felix Großschartner   | Sam Bennett              | Felix Großschartner         | Feritcan Şamlı                                     | Manzana Postobón          |
| 6.ª                     | Caleb Ewan              | Felix Großschartner   | Sam Bennett              | Thimo Willems               | Feritcan Şamlı                                     | Manzana Postobón          |
| Clasificaciones finales | Clasificaciones finales | Felix Großschartner   | Sam Bennett              | Thimo Willems               | Feritcan Şamlı                                     | Manzana Postobón          |

## UCI World Ranking
El Tour de Turquía otorgó puntos para el UCI World Ranking para corredores de los equipos en las categorías UCI WorldTeam, Profesional Continental y Equipos Continentales. Las siguientes tablas muestran el baremo de puntuación y los 10 corredores que obtuvieron más puntos:
| Posición              | 1.º | 2.º | 3.º | 4.º | 5.º | 6.º | 7.º | 8.º | 9.º | 10.º | 11.º | 12.º | 13.º | 14.º | 15.º-20.º | 21.º-30.º | 31.º-50.º | 51.º-55.º | 56.º-60.º |
| Clasificación general | 300 | 250 | 215 | 175 | 120 | 115 | 95  | 75  | 60  | 50   | 40   | 35   | 30   | 25   | 20        | 12        | 5         | 2         | 1         |
| Por etapa             | 40  | 15  | 6   |     |     |     |     |     |     |      |      |      |      |      |           |           |           |           |           |
| Líder                 | 6   |     |     |     |     |     |     |     |     |      |      |      |      |      |           |           |           |           |           |

| Clasificación |                     |                        |         |       |       |       |
| Ciclista      | Ciclista            | Equipo                 | General | Etapa | Líder | Total |
| ------------- | ------------------- | ---------------------- | ------- | ----- | ----- | ----- |
| 1.º           | Felix Großschartner | Bora-Hansgrohe         | 300     | 55    | 6     | 361   |
| 2.º           | Valerio Conti       | UAE Emirates           | 250     | 15    | -     | 265   |
| 3.º           | Merhawi Kudus       | Astana                 | 215     | 6     | -     | 221   |
| 4.º           | Remco Evenepoel     | Deceuninck-Quick Step  | 175     | -     | -     | 175   |
| 5.º           | Sam Bennett         | Bora-Hansgrohe         | 2       | 107   | 24    | 133   |
| 6.º           | Edgar Pinto         | W52-FC Porto           | 120     | -     | -     | 120   |
| 7.º           | Jan Polanc          | UAE Emirates           | 115     | -     | -     | 115   |
| 8.º           | Jhonatan Restrepo   | Manzana Postobón       | 95      | 6     | -     | 101   |
| 9.º           | Caleb Ewan          | Lotto Soudal           | 1       | 86    | -     | 87    |
| 10.º          | Gonzalo Serrano     | Caja Rural-Seguros RGA | 75      | -     | -     | 75    |